# PEZ (Marke)

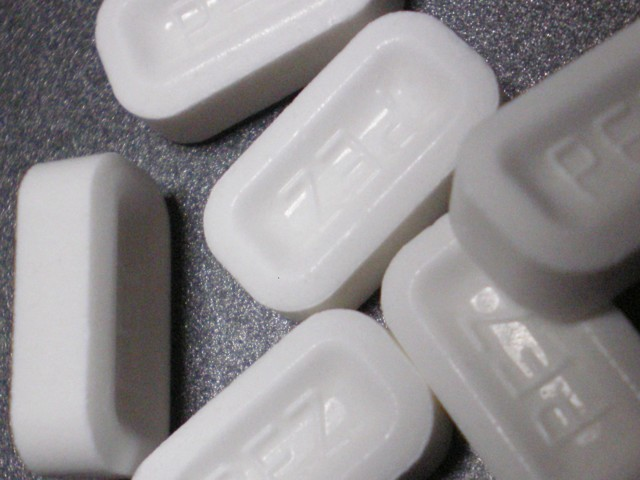
PEZ-Bonbons

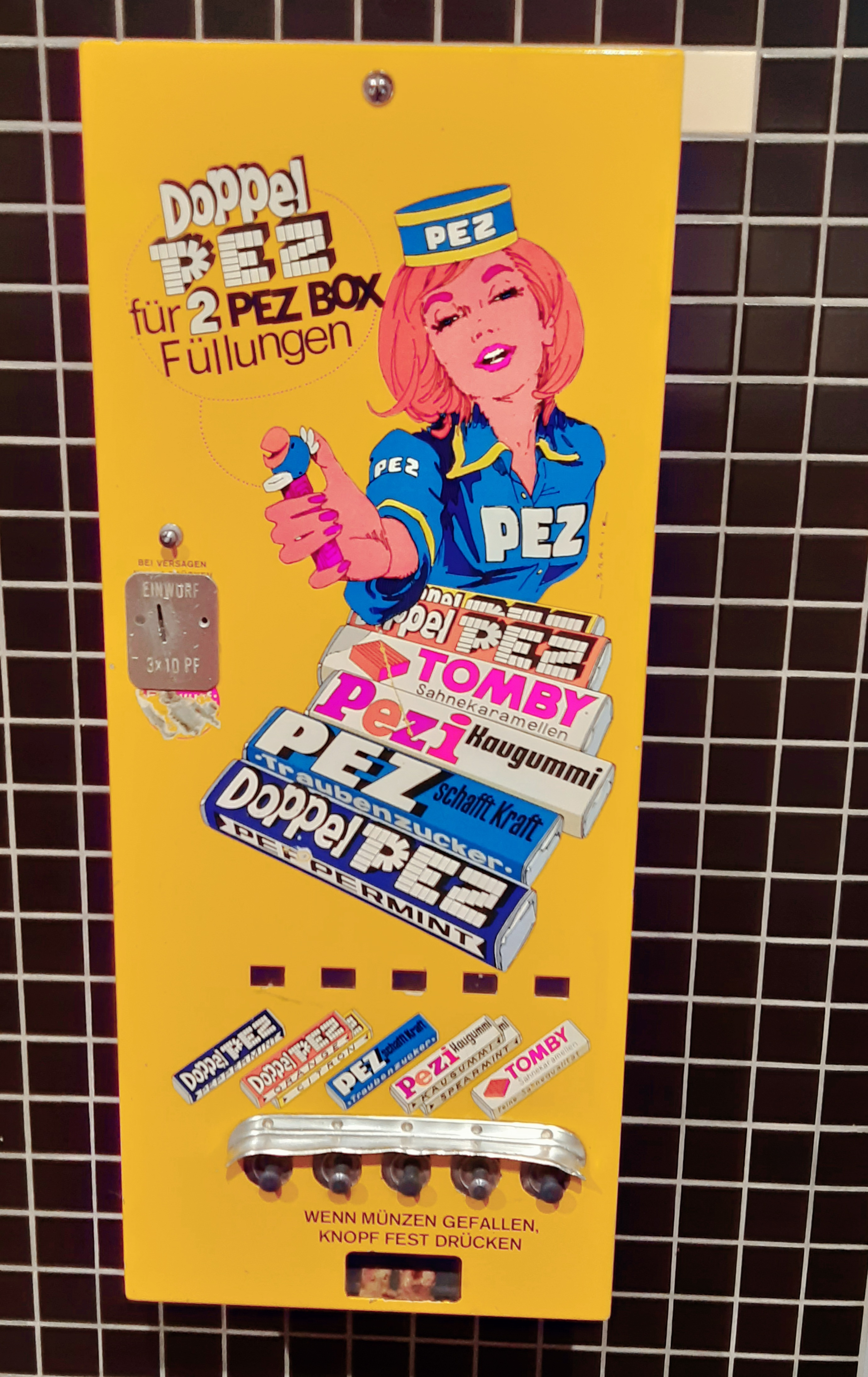
PEZ-Automat

PEZ ist eine österreichische Süßwaren-Marke.

## Die Anfänge von PEZ
Im Jahr 1927 erfand der Oberösterreicher Eduard Haas III. das PEZ-Bonbon. Seine Idee war, Rauchern eine Alternative zur Zigarette zu bieten. Er schuf dafür Pfefferminz-Bonbons aus gepresstem Zucker und Pfefferminzöl. Davon leitet sich auch der Name der Marke ab: PEZ entstand aus dem ersten, mittleren und letzten Buchstaben des Wortes „Pfefferminz“.
PEZ-Bonbons wurden anfangs noch in kleinen Blechdosen verkauft, im Jahr 1949 wurde die PEZ-Box entwickelt, ein Spender mit Knips-Ausgabemechanismus aus Kunststoff, damals zielgruppengemäß in Form eines Feuerzeugs. Im Laufe der 1950er Jahre erkannte Eduard Haas das Potenzial des Produkts bei Kindern: Daraufhin ließ er fruchtige Geschmacksrichtungen entwickeln und setzte den PEZ-Spendern die Köpfe von Comic-Figuren auf. Die Disney-Figuren Micky und Donald machten dabei 1962 den Anfang. Disney und PEZ sind seitdem Partner geblieben.
Bekannt sind auch die Automaten von PEZ. Der erste wurde 1956 am Wiener Westbahnhof aufgestellt. 36.000 Automaten in ganz Österreich und Deutschland folgten. Erst mit der Einführung des Euro verschwanden sie aus dem Stadtbild und wurden in Folge zu beliebten Sammlerobjekten.

## Die Spender-Boxen als Kultgegenstände

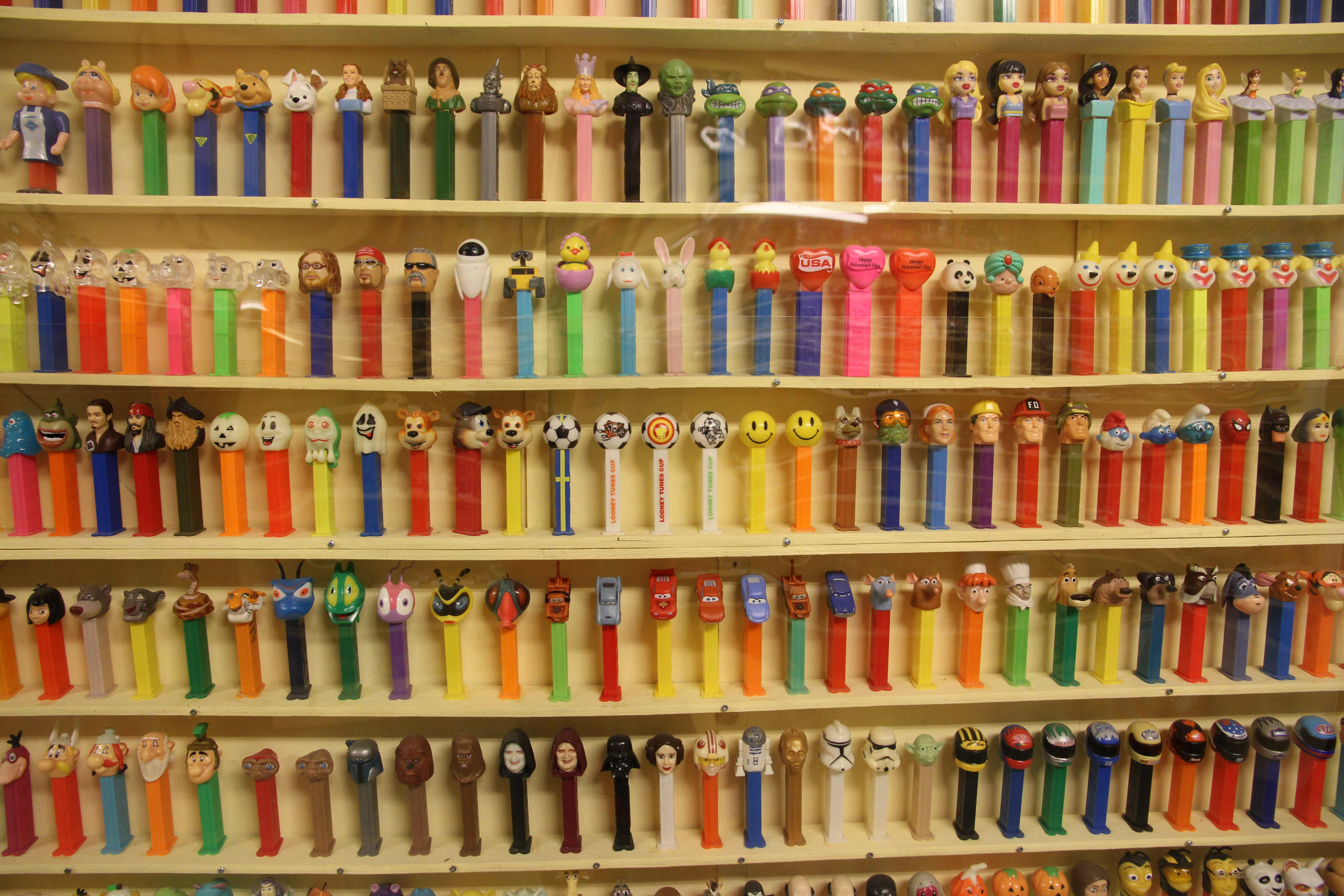
Spenderboxen im Spielwarenmuseum von Eslöv

Seit der Einführung wurde eine Vielzahl unterschiedlicher Spender entwickelt: Die Spenderbasis blieb dabei immer gleich, die Köpfe änderten sich aktuellen Trends entsprechend. Im Lauf der Jahre hat sich PEZ zu einer bei Sammlern beliebten Marke entwickelt. Die Spender werden auch bei Auktionen gehandelt.
Seit 1927 wurde PEZ von „PEZ-Girls“ beworben. Insbesondere die Bilder von Gerhard Brause, der von den 1950er bis in die 1970er Jahre für den grafischen Auftritt der Marke verantwortlich war, sind heute noch beliebt. Sprachlich beworben wurde PEZ in den frühen Jahren mit dem Slogan „Rauchen verboten, PEZen erlaubt“.
PEZ ist heute in über 80 Ländern der Welt erhältlich. Neben Europa sind die USA (Markteintritt 1953, eigene Niederlassung in Orange, Connecticut) und Japan (Markteintritt 1972) die wichtigsten Märkte. Weltweit werden 850 Mitarbeiter beschäftigt, 70 Millionen Spender und 5 Milliarden PEZ-Bonbons werden jährlich produziert. Der Firmensitz von PEZ ist in Traun, Oberösterreich. Die Bonbons werden in Ungarn und den USA hergestellt, die Spender in Ungarn und China. Rund die Hälfte aller PEZ-Bonbons wird in den Vereinigten Staaten konsumiert.
2007 hat PEZ die traditionsreiche Wiener Bonbon-Marke Egger aufgekauft. Egger produziert neben österreichischen Klassikern wie Sportgummi, Hustinetten oder Eibischteig, die weiterhin unter dem Markennamen Egger verkauft werden. Mit dem Kauf von Egger hat PEZ sein Produktions-Know-how stark erweitert. Zur Produktpalette gehören neben den klassischen Bonbons und -Spendern mittlerweile auch Fruchtgummi-Bonbons, größtenteils in Bio-Qualität. Außerdem sind viele saisonale Produkte, Geschenkartikel sowie lizenzierte und unlizenzierte Traubenzucker- und Brausebonbons im Sortiment.
Einer Legende nach soll die Leidenschaft der Gattin von Pierre Omidyar, PEZ-Spender zu sammeln, zur Gründung von eBay geführt haben.

## Fruchtgummi in PEZ-Form
Im August 2011 hat PEZ sein Sortiment um ein weiteres Produkt erweitert: PEZ Soft. Sowohl die Bonbons als auch die Spender unterschieden sich deutlich von den bekannten Produkten. Statt der Bonbons gab es in dieser Produktreihe weiche Fruchtgummis. Statt der bekannten PEZ-Spender gab es sogenannte „Action-Spender“, mit denen die Fruchtgummis herauskatapultiert werden konnten. Die Fruchtgummis waren in zwei Geschmacksvarianten erhältlich (einerseits Tropic und andererseits eher klassische Früchte: Erdbeer, Himbeer, Kirsche, Orange, Apfel), sie waren laktose- und glutenfrei und wurden ohne künstliche Farben und Aromen hergestellt. Im Jahr 2015 wurde PEZ soft wieder vom Markt genommen. 

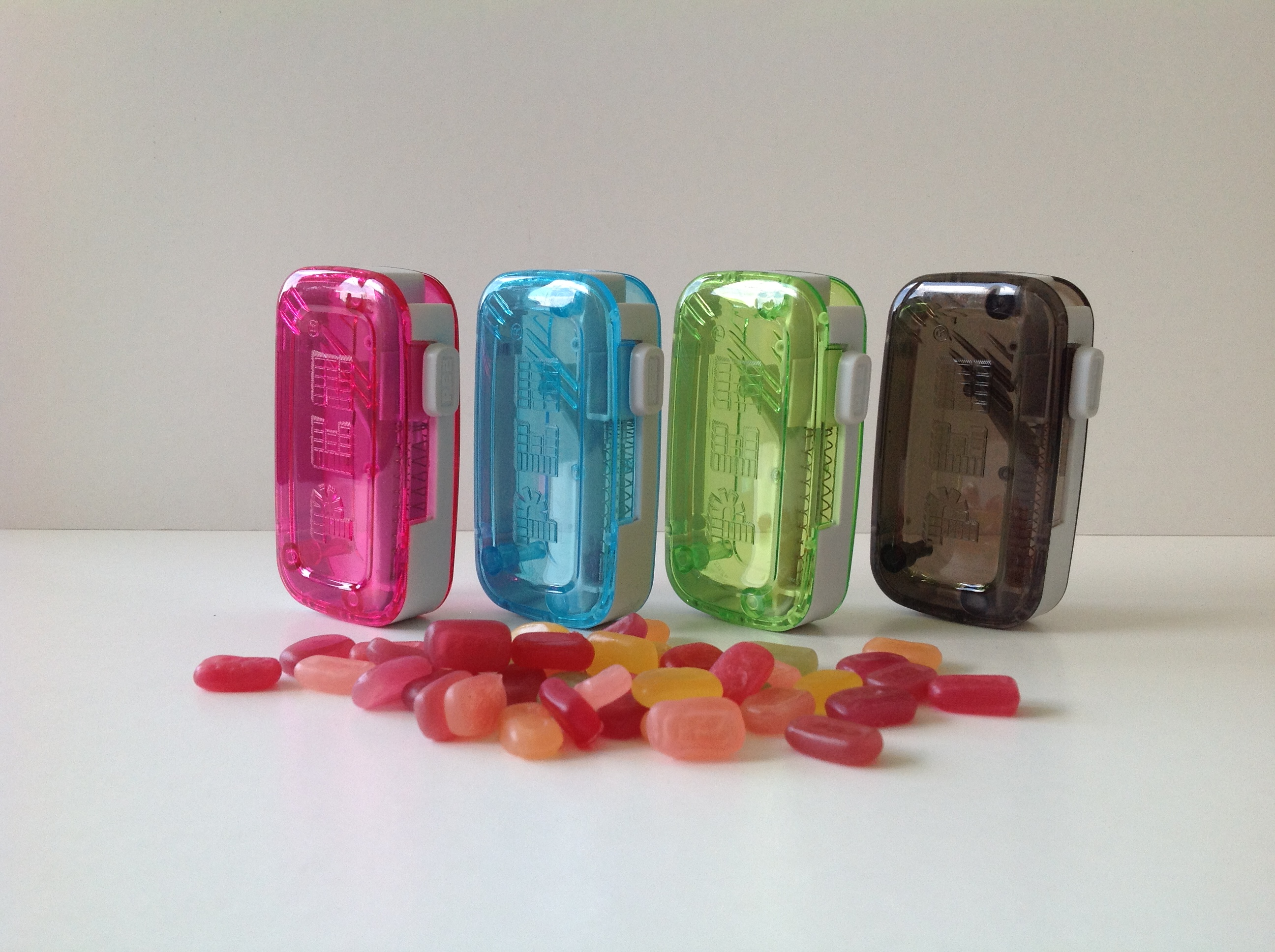
PEZ Soft Spender und Fruchtgummi.
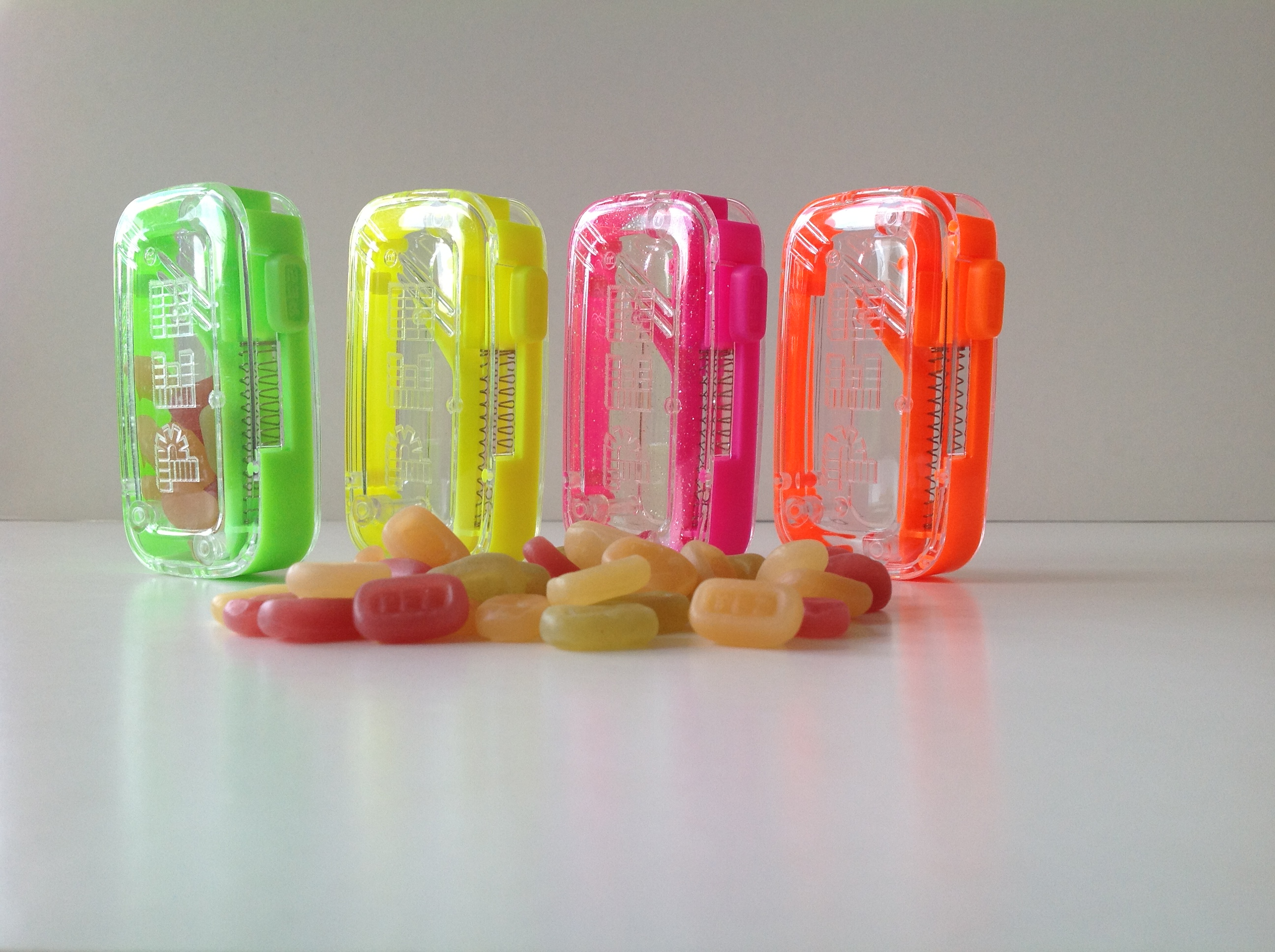
PEZ Soft Spender der Neon Edition, 2013.

## PEZ Mint zuckerfrei
Seit Herbst 2012 gibt es PEZ auch als zuckerfreies Minzbonbon. Die Bonbons sind gemeinsam mit silbernen Spendern in der Urform der PEZ Box erhältlich oder in silbernen Döschen mit Retro-Aufdrucken.

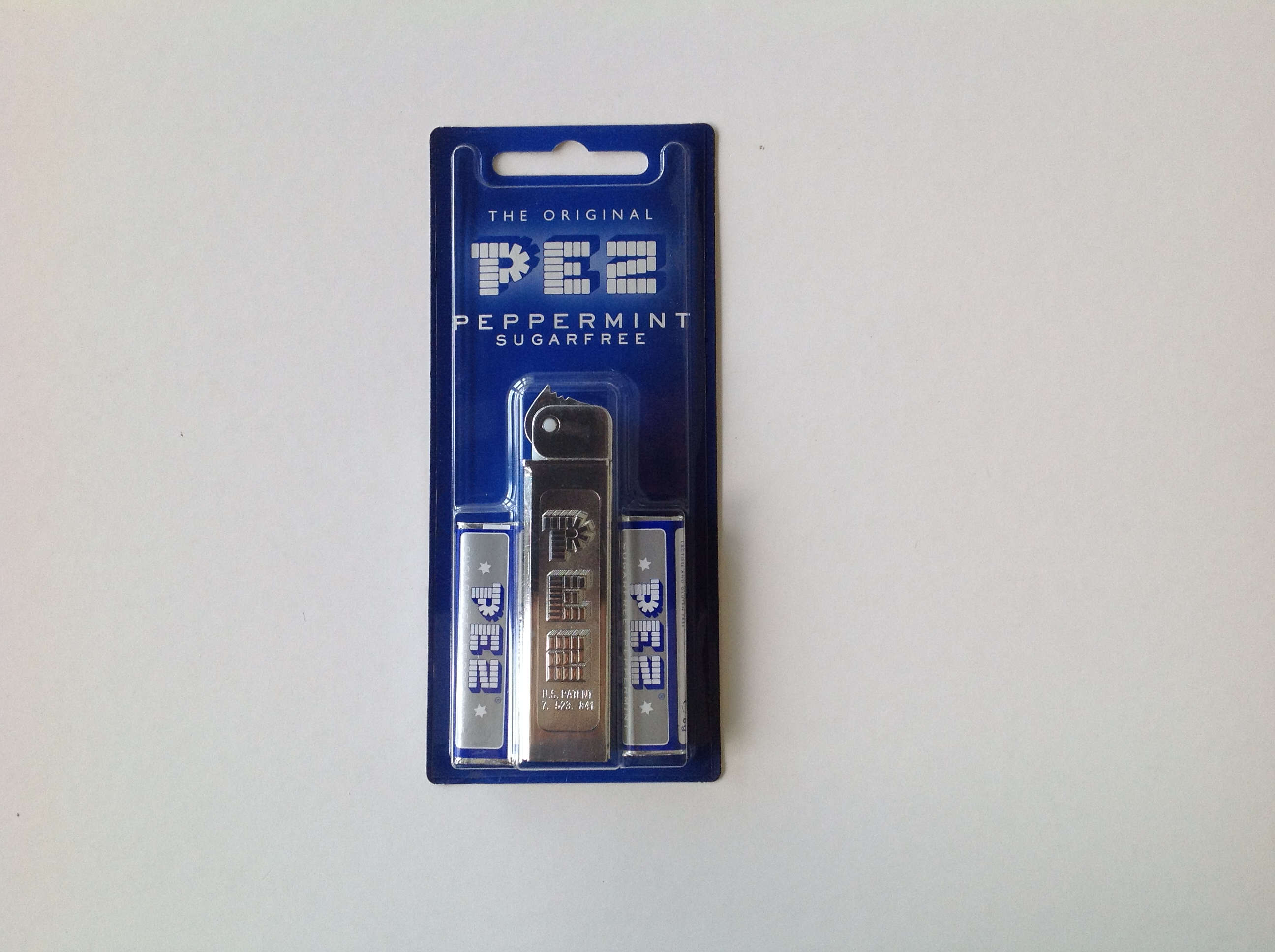
PEZ Mint Nostalgie-Spender, verpackt
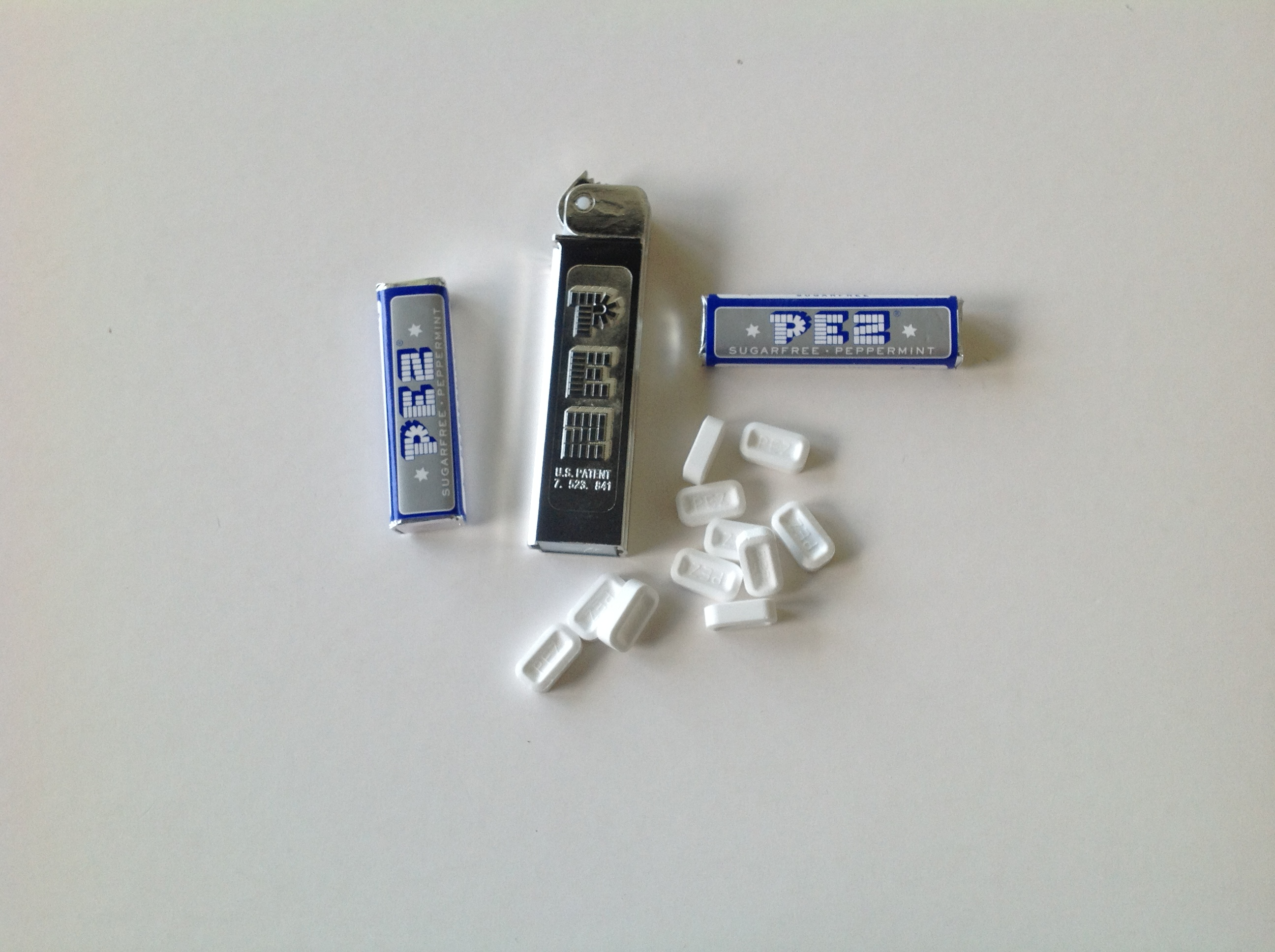
PEZ Mint Nostalgie-Spender mit Bonbons
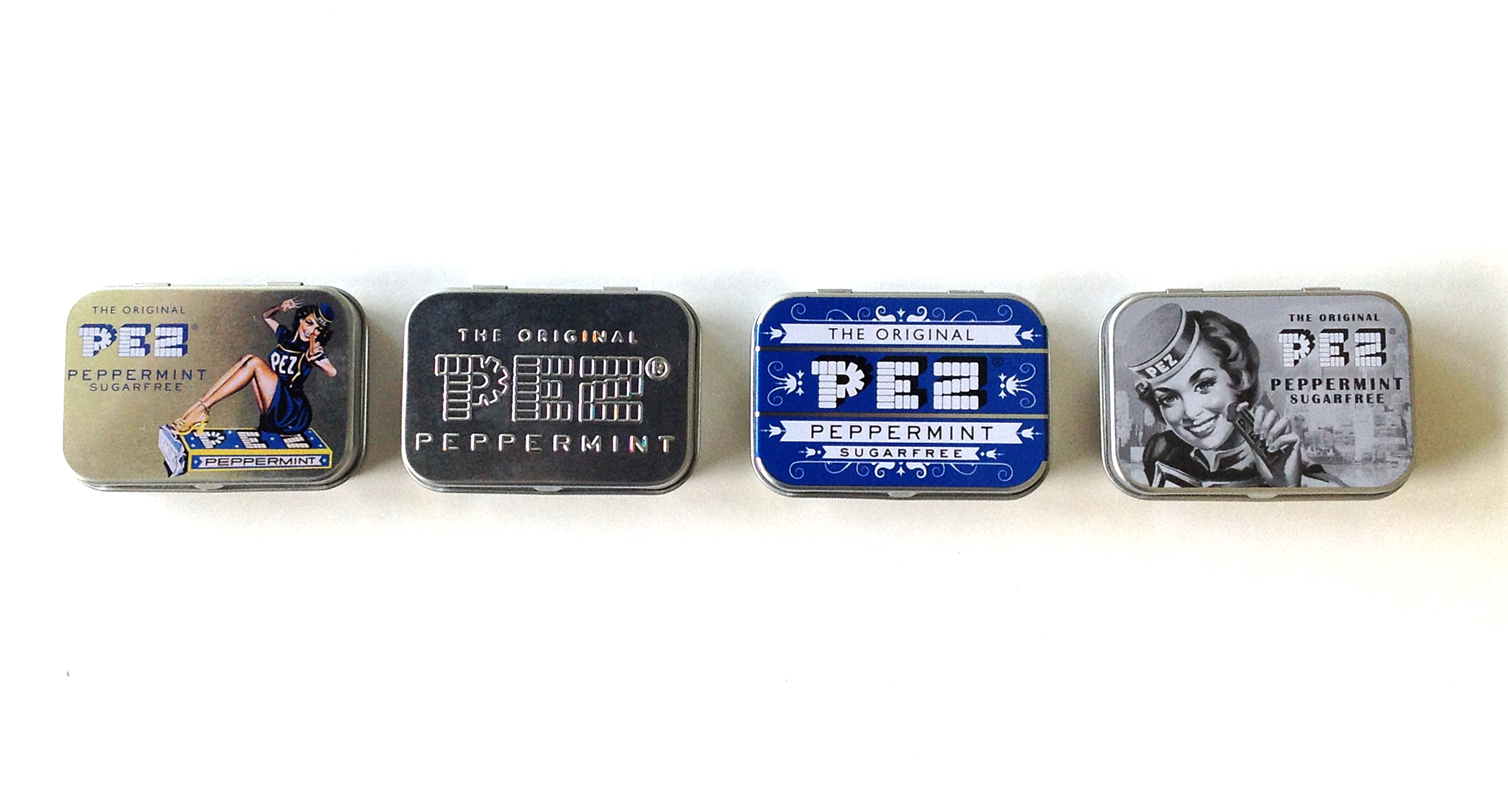
PEZ Mint Döschen

## Inhaltsstoffe und Nährwerte
Das Produkt besteht zu 94,6 % aus Zucker, zu 1,6 % aus gesättigten Fettsäuren und zu 0,3 % aus Natrium.
Zutaten nach Packungsangaben: Zucker, Glukosesirup, Säuerungsmittel (Zitronensäure), Säureregulator (Trinatriumcitrat), gehärtetes Pflanzenfett, Emulgator (Mono- und Diglyceride von Speisefettsäuren), Aroma.

## Unternehmen
Bei der PEZ AG waren im Jahr 2016 weltweit 850 Mitarbeiter beschäftigt, davon 78 im Stammhaus in Traun in Oberösterreich. Zu zwei Dritteln ist das Unternehmen im Besitz der Gründerfamilie Haas.